# La Vacheta
La Vacheta (en francès Val-des-Prés) és un municipi francès situat al departament dels Alts Alps i a la regió de Provença – Alps – Costa Blava.

## Demografia
| 1841                                       | 1962 | 1968 | 1975 | 1982 | 1990 | 1999 | 2006 | 2014 |
| ------------------------------------------ | ---- | ---- | ---- | ---- | ---- | ---- | ---- | ---- |
| 725                                        | 239  | 217  | 276  | 390  | 479  | 450  | 472  | 651  |
| Des de 1962: població sense dobles comptes |      |      |      |      |      |      |      |      |

## Administració
| Període   | Identitat           | Partit |
| --------- | ------------------- | ------ |
| 2001-2008 | Thierry Bouchié     |        |
| 2008-2014 | René Siestrunck     |        |
| 2014-2020 | Jean-Michel Reymond |        |
| 2020-     | Thierry Aimard      |        |